# Макс Ноурі
Макс Емільяно Ноурі (англ. Max Emiliano Nowry; нар. 16 березня 1990) — американський борець греко-римського стилю, триразовий чемпіон та срібний призер Панамериканських чемпіонатів.

## Життєпис
Боротьбою почав займатися з 1996 року. 
Тренується в US Olympic Education Center. Тренер — Денніс Холл (з 2010), Айк Андерсон (з 2008).

## Спортивні результати на міжнародних змаганнях

### Виступи на Чемпіонатах світу
| Змагання                        | Збірна | Вагова категорія                 | Місце |
| ------------------------------- | ------ | -------------------------------- | ----- |
| Чемпіонат світу з боротьби 2019 | США    | греко-римська боротьба, до 55 кг | 5     |
| Чемпіонат світу з боротьби 2021 | США    | греко-римська боротьба, до 55 кг | 9     |
| Чемпіонат світу з боротьби 2022 | США    | греко-римська боротьба, до 55 кг | 5     |

### Виступи на Панамериканських чемпіонатах
| Змагання                                   | Збірна | Вагова категорія                 | Місце  |
| ------------------------------------------ | ------ | -------------------------------- | ------ |
| Панамериканський чемпіонат з боротьби 2013 | США    | греко-римська боротьба, до 55 кг | Золото |
| Панамериканський чемпіонат з боротьби 2018 | США    | греко-римська боротьба, до 55 кг | Срібло |
| Панамериканський чемпіонат з боротьби 2019 | США    | греко-римська боротьба, до 55 кг | Золото |
| Панамериканський чемпіонат з боротьби 2020 | США    | греко-римська боротьба, до 55 кг | Золото |

### Виступи на інших змаганнях
| Змагання                                                | Збірна | Вагова категорія                 | Місце  |
| ------------------------------------------------------- | ------ | -------------------------------- | ------ |
| Чемпіонат світу з боротьби серед студентів 2010         | США    | греко-римська боротьба, до 55 кг | 9      |
| Міжнародний турнір Ньюйоркського атлетичного клубу 2011 | США    | греко-римська боротьба, до 55 кг | Срібло |
| Золотий Гран-прі з боротьби 2012 (Баку)                 | США    | греко-римська боротьба, до 55 кг | 8      |
| Чемпіонат світу з боротьби серед студентів 2012         | США    | греко-римська боротьба, до 55 кг | Золото |
| Міжнародний турнір Ньюйоркського атлетичного клубу 2012 | США    | греко-римська боротьба, до 55 кг | Срібло |
| Золотий Гран-прі з боротьби 2013 (Сомбатгей)            | США    | греко-римська боротьба, до 55 кг | 5      |
| Літня Універсіада 2013                                  | США    | греко-римська боротьба, до 55 кг | 5      |
| Міжнародний турнір Олімпія 2013                         | США    | вільна боротьба, до 55 кг        | Бронза |
| Міжнародний турнір Олімпія 2013                         | США    | греко-римська боротьба, до 55 кг | Срібло |
| Турнір Дана Колова — Николи Петрова 2014                | США    | греко-римська боротьба, до 59 кг | 22     |
| Всесвітні ігри військовослужбовців 2015                 | США    | вільна боротьба, до 57 кг        | 10     |
| Міжнародний меморіал Дейва Шульца 2016                  | США    | греко-римська боротьба, до 57 кг | Бронза |
| Міжнародний меморіал Дейва Шульца 2017                  | США    | греко-римська боротьба, до 55 кг | Срібло |
| Гран-прі Німеччини з боротьби 2018                      | США    | греко-римська боротьба, до 55 кг | 4      |
| Кубок Владислава Пітласинські 2019                      | США    | греко-римська боротьба, до 55 кг | Бронза |
| Всесвітні ігри військовослужбовців 2019                 | США    | вільна боротьба, до 57 кг        | Бронза |
| Міжнародний меморіал Білла Фаррелла 2019                | США    | греко-римська боротьба, до 60 кг | Срібло |
| Кубок Хапаранди з боротьби 2019                         | США    | греко-римська боротьба, до 55 кг | Срібло |
| Меморіал Маттео Пелліконе 2020                          | США    | греко-римська боротьба, до 55 кг | Срібло |
| Кубок Владислава Пітласинські 2021                      | США    | греко-римська боротьба, до 55 кг | Золото |
| Меморіал Маттео Пелліконе 2022                          | США    | греко-римська боротьба, до 55 кг | Бронза |

### Виступи на змаганнях молодших вікових груп
| Змагання                                      | Збірна | Вагова категорія                 | Місце |
| --------------------------------------------- | ------ | -------------------------------- | ----- |
| Чемпіонат світу з боротьби серед юніорів 2009 | США    | греко-римська боротьба, до 50 кг | 6     |
| Чемпіонат світу з боротьби серед юніорів 2010 | США    | греко-римська боротьба, до 50 кг | 5     |